# Ки Виста (Флорида)
Ки Виста (енгл. Key Vista) насељено је место без административног статуса у америчкој савезној држави Флорида.

## Демографија
По попису из 2010. године број становника је 1.757.
| Група             | 2000.    | 2010.         |
| Белци             | 0 (0,0%) | 1.479 (84,2%) |
| Афроамериканци    | 0 (0,0%) | 25 (1,4%)     |
| Азијати           | 0 (0,0%) | 106 (6,0%)    |
| Хиспаноамериканци | 0 (0,0%) | 110 (6,3%)    |
| Укупно            | 0        | 1.757         |